# Diospyros daemona
Diospyros daemona är en tvåhjärtbladig växtart som beskrevs av Bakh. Diospyros daemona ingår i släktet Diospyros och familjen Ebenaceae. Inga underarter finns listade i Catalogue of Life.